# Halford, Shropshire
Halford är en by i civil parish Craven Arms, i distriktet Shropshire, i grevskapet Shropshire, i England. Byn är belägen 11 km från Ludlow. Halford var en civil parish 1866–1987 när blev den en del av Craven Arms, Sibdon Carwood och Wistanstow. Civil parish hade 167 invånare år 1961.